# عصمت صابر عمر
عصمت صابر عمر ( كركوك 1 يوليو 1944_ 1 ابريل1991 بغداد )، هو ضابط عراقي سابق برتبة  لواء ركن.

## من سيرته
إستحصل «بكالوريا» الخامس الثانوي في صيف عام (1959) فقد إنخرط في الكلية العسكرية بدورتها (38)، وأمسى من أحد طلابها البارزين في أكثر من منحىً وعضواً في منتخبها للكرة الطائرة حتى مُنِحَ رتبة «عريف تلميذ» عند بلوغه المرحلة الثالثة (الصف المتقدم) بتلك المؤسسة العريقة وقبل أن يتخرج برتبة «ملازم» في (14تموز1962) ويغدو ضابطاً في صنف الدروع/الدبابات لعام كامل شارك خلاله ميدانياً -بأوامر عسكرية وليس ضمن تنظيم سياسي- في «انقلاب 14رمضان/8شباط1963» الذي أطاح بحكم «الزعيم عبد الكريم قاسم».
لكن شجاعته وطموحه جعلاه يتطوع في صنف المظليين عام (1963) ويحرز مرتبة الناجح الأول بدورته الأساسية ويغدو ضابطاً معلماً في مدرسة المظليين، ليضحى -حسب معلوماتي- ثالث ضابط مظلي تركماني في تأريخ هذا الصنف البطولي بعد كل من «العقيد الركن المظلي عبد الكريم مصطفى نصرت، والمقدم المظلي عدنان محمد نوري»، وقبل أن يُبعث للاشتراك بدورة (صاعقة/رينجرز RANGERS) إلى جانب الإسقاط/القفز الحر (FREE FALL) وقذف الحاويات والأسلحة الثقيلة وعجلات القتال من طائرات النقل بالمظلات العملاقة في الولايات المتحدة الأمريكية عام (1965)، إذْ كان «الملازم أول عصمت» ضمن الناجحين الأوائل على مستوى جميع الضباط الأجانب المشاركين فيها.
في عموم خدمته العسكرية التي طالت (32) عاماً، أُشتـُهِرَ «عصمت» برعايته الأبوية والأخوية لمرؤوسيه ضباطاً وجنوداً والتزامه بهم في الدفاع الشجاع عن حقوقهم وتسيير أمورهم اليومية وحل مشكلاتهم وإراحتهم والتعاطف مع ترقياتهم ومكافآتهم وفقاً للقوانين والتعليمات المرعية، إضافة إلى طيب عشرته معهم وعدم التفريق بين هذا وذاك، والابتعاد قدر الإمكان عن معاقبتهم إلاّ عند الضرورة القصوى، وقد تلمّستُ ذلك في العديد من المواقف التي جمعتني وإياه في السلم والحرب... وقد عُرِفَ عنه كذلك اندفاعه أمام جنوده وتواجده بين ظهرانيهم في أقصى الأمام وإتخاذه لقرارات حاسمة وسط أصعب المواقف وفي جميع الحروب والعمليات والمعارك التي خاضها، وما أكثرها في حياته، مع حرصه الشديد على أرواحهم وعدم قذفهم تحت رحمة النيران المعادية من دون تمهيد في أية عملية هجومية أو دفاعية بإستثمار أقصى ما متاح تحت إمرته وإسناده من نيران أسلحة ثقيلة ومدافع وطائرات وسمتيات متنوعة، وذلك فضلاً عن زياراته التي لم تنقطع للمصابين منهم أثناء التدريب والتمارين ولجرحى المعارك والقتالات خلال تمتعه بأية إجازة دورية أو عند تبوئه مناصب عليا في «بغداد»، بل كان حريصاً دائماً على حضور مجالس الفاتحة المقامة على أرواح الشهداء من الوحدات والتشكيلات التي قادها ومتابعة شؤون عوائلهم إضافة لرعايته للمعوقين وأهليهم، وحتى لـما بات مديراً/ قائداً للقوات الخاصة فإنه لم يكن يستقر بمكتبه في «معسكر الرشيد» ببغداد يوماً أو يومين بالأسبوع ليقضي الأيام الخمسة الأخريات بين ألوية القوات الخاصة الثلاثة أينما تتواجد وحداتها وتنتشر في جبهات جنوبي الوطن وشماليه... لذلك، ولأسباب ومواقف أخرى عديدة، فقد إحترمه جميع القادة الذين عمل «عصمت» تحت إمرتهم مثلما أَجَـلّه مرؤوسوه وإحترموه عن قناعة وأطاعوه وأحاطوا به وإرتاحوا لحسن تعامله وإستقباله لهم ببشاشته المعهودة سواء في مكتبه أو مسكنه، ليس من أجل مصلحة، بل تقرّباً إلى ذاته ومواصلة صداقته وتمتّعاً برؤياه والإستمتاع لحديثه المليء بالإرشاد والحكم والنصح والمواعظ... وقد ظل يردد موعظة الأجداد التي آمن بها وطبقها حتى.
وبينما كان «عصمت» من الضباط المعدودين وسط الجيش العراقي لغاية أواسط السبعينيات من غير المنتمين لصفوف حزب البعث، فقد إنتقته القيادتان السياسية والعسكرية في (نيسان1976) من دون جميع الضباط المظليين والصاعقة الأقدمين، وكان قد ترفـّع لتوّه إلى رتبة «مقدم ركنKURMAY YARBAY»- وأقحمتاه بمهمة غاية في الخطورة، مُكـَلـِّفَتـَين إياه ليرأس قوة متجحفلة خاصة سميت بـ«قوة طارق بن زياد» تحتضن حوالي (2000) عسكري ومدني تضمّهم (3) أفواج غير متجانسة، يتم تشكيلها في العراق وتـُستحضَر مستلزماتها ويُستكمل تدريبها على قتال الشوارع والمدن على وجه الخصوص، وقبل أن يقودها محمولة بـ (3) وجبات تتلاحق في غضون أسبوع واحد على متن (12) طائرة نقل عسكرية تمتلكها القوة الجوية العراقية لتطوي مرحلتين أولاها إلى «مصر» والثانية إلى «ليبيا» لتهبط وسط قاعدة جوية قبل أن يُحَمَّلوا في جوف عنابر سفن أجنبية مستأجرة تنقلهم بحراً قبل أن يتم إبرارهم في ساحل لبناني يسيطر عليه مسلحون فلسطينيون ينتمون إلى «جبهة التحرير العربية» المرتبطة بالقيادة القومية لحزب البعث المقيمة في «بغداد» وينتشرون وسط بقاع «لبنان» المشتعلة بنيران الحرب الأهلية منذ عام كامل، فكانت -بحق- المهمة الأخطر في حياة «عصمت» العسكرية.
بعد مواصلة «عصمت» مهمته العصيبة الأولى تلك في أرض «لبنان» طيلة (11) شهراً خلال (نيسان1976-شباط1977)، فقد كُّلـِّفَ ثانية بمهمة مشابهة خلال عام (1978) ليعود منهما مرفوع الرأس بارز الصدر، فقد ترفع إلى رتبة «عقيد ركن KURMAY ALBAY» وتبوأ منصب «آمر/قائد جحفل لواء القوات الخاصة/32» ليهيء أفواجه الثلاثة مع وحداته الساندة والمعاونة بجميع مناحيه وبكل ما أوتي من عزم وجدارة وغيرة على هذا الجيش وهمّة لخدمة الوطن لخوض أية مهمة صعبة كان أهلاً لها، وذلك قبل أن تندلع الحرب الضروس حيال «إيران» يوم (22أيلول1980) وفي عاميها الأولين متدرجاً نحو رتب أعلى ومناصب أرفع حتى شغل منصب «ضابط ركن أول» في قيادة فرقة وآمر لواء المشاة/19، وتم ترشيحه ليخوض معترك الدراسة ولعام تقويمي كامل في مقاعد «كلية الحرب» بجامعة البكر للدراسات العسكرية العليا خلال سنوات القتال والمواجهة ومُنِحَ شهادتها (الدبلوم العالي في العلوم العسكرية) وقتما كُلـِّفَ بقيادة «قوة حماية منشأة عكاشات» في أقصى غربي العراق لإستخراج مادة «الفوسفات» والتي قيلت أن «إسرائيل» تخطط لضربها بطيرانها المقتدر أو تدميرها يإنزال جوي بقواتها الخاصة المعروفة بجرأة التخطيط وكفاءة التنفيذ، حتى جاءه أرقى المناصب في صنفه بعد نيله رتبة «عميد ركنKURMAY TUGGENERAL» حين أمسى (مديراً/قائداً للقوات الخاصة) في الجيش العراقي وقبل أن تناط إليه قيادة فرقة المشاة/4... وقد أبلى بلاء مشهوداً في جميعها أثناء تلك الحرب وكذلك بعد أن وضعت أوزارها عام (1988)، ليضحى -لنظافة يديه وطهارة ذاته بشهادة الجميع- مديراً للعقود والمبايعات في وزارة الدفاع

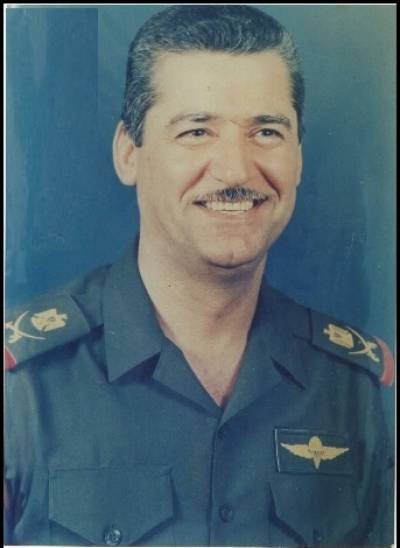
.
أضاع سوء القدر من بين يديه أحد أعز فلذات كبده المتمثل بإبنه البكر «عمر» في ربيع عمره البالغ (14) عاماً، وذلك إثر تعرضه لضربة في رأسه من سيارة عابرة عام (1984) بانت خفيفة وبسيطة وخالية من الخطورة في ساعاتها الأولى، وذلك في ذات اليوم الذي إستشعر فيه «عصمت» بزهو وفخر إثر صدور مرسوم جمهوري يحمل إمضاء «صدام حسين» يقضي بتعيينه «مديراً/قائداً للقوات الخاصة»، فقد رقد إلى جانب ولده «عمر» المغمى عليه محتضنه لثلاثة أيام بلياليها في مستشفى الجملة العصبية ببغداد قبل أن يوافيه الأجل المحتوم فيواريه الثرى بين يديه الحنونتين وقتما كنا ننظر إلى ذلك المشهد الأبوي المفجع وسط مقبرة «الشيخ عمر السهروردي» في قلب «بغداد» حيث خارت قواه وترنح ولم يعد قادراً على الوقوف بتوازنه المعهود تصحبه دموع غزيرة تدفقت من جوف عينيه فغمرت وجنتيه ورقبته، فقد كُلِمَ هذا الرجل الحريص على أولاده وبيته وجميع أهله بين عشية وضحاها.... ومع ذلك ورغم هول المصيبة فلم تنقضِ سوى أسابيع معدودات على هذه الفاجعة التي تلاها شيب مفاجئ بان على حاجبيه بسرعة مذهلة جلبت أنظارنا جميعاً، حتى عاد لواقعه مؤامناً بالقدر وراضخاً للأجل الذي لا يستقدم ساعة ولا يستأخر... ورغم الواقع المروع الذي قلب موازين بيته وأفراد عائلته ووالدته التي تقدم بها العمر كثيراً، وبكاء «أم عمر» المرير وغير المنقطع ليل نهار على ولدها البكر واضطرار العائلة إلى الانتقال من ذلك المسكن الذي يتراءى فيه «عمر» في غرفة نومه بل وكل جنبات البيت، فقد كان «عصمت» خير ظهير لها في تقاسم أوزار هذه المحنة بنصائح لا تنتهي، مذكرة إياها بسوء القدر المكتوب وأمانة العلي المقتدر التي إسترجعها ولا حول ولا قوة إلاّ للواحد الأحد، مصحوبة بآيات قرآنية وأحاديث تهدئ الروع وتخفف بعض الشيء من الآلام والأوجاع والأرق... ولكن في جلساتنا الخاصة معنا فإن دموعاً غزيرة كانت عيناه تصبانـها عند إسترجاع ذاكرته لاحتضانه «عمر» في طفولته وصباه ومدرسته وكيف كبر وبات فتىً قبل أن يدفنه بيديه.
بعد أسابيع من غزو العراق لـ«دولة الكويت» فجر يوم (الخميس 2آب/آغسطس1990) -والذي جلب الشؤم واللعنة على العراق وعموم المنطقة لغاية يومنا هذا- فقد أضحى «اللواء الركن KURMAY TUMGENERAL عصمت صابر» رئيساً لأركان قيادة قوات الخليج (بمستوى فيلق) إلى جانب قائدها «الفريق الركن قوات خاصة كامل ساجت عمر» -رغم فرق القدم العسكري بينهما بواقع (7) سنوات وكون «عصمت» معلمه في دورة المظليين وآمره ثم قائده في غابر الأيام- تلك القيادة التي كلفت بمهمة التمركز في العاصمة «الكويت» ذاتها، حيث لم يَرَ بيته أو يتمتع بإجازة دورية خلالها سوى مرة واحدة، حتى إندلعت «حرب تحرير الكويت» فجر (الخميس17/ك1/يناير1991) بعمليات قصف جوي ماحق ولـ (43) يوماً بلياليها قبل أن تندفع القوات البرية الأمريكية والمتحالفة معها بتعرض أرضي واسع نحو أعماق الأرض العراقية قاطعة جميع طرق التنقل والتموين مع أرض الكويت وقتما تقرر إخلاؤها من القوات العراقية، حيث صدرت ((الأوامر العوجاء)) -التي ما زالت الظنون تشوب حقيقة صاحبها وكيفية التنصّل عنها وإبلاغها لقادة الجيش العراقي عن طريق ضباط ارتباط!!!؟؟؟- بترك بقاع تلك الدولة في ظلّ موقف إستراتيجي وعملياتي وتعبوي جوي وبري وبحري مُقرف وفي غاية الرداءة والخطورة ومن دون أي تخطيط أو تهيؤ مسبق أو توقيتات محددة، والمباشرة بانسحاب فوري خلال بضع ساعات من دون أية إستحضارات تمهّد لتحريك ما يربو على (نصف مليون) جندي عراقي متعب ومرهق وجائع وعطشان مع أسلحتهم الخفيفة والثقيلة ومعداتهم وتجهيزاتهم وعجلاتهم حيث تشردوا في العراء بعد أن ظلوا مقبوعين طيلة (45) يوماً في جوف مواضع حصينة إحتوتهم تحت مستوى الأرض ضمن العشرات من الفرق المدرعة والآلية والمشاة التي أُقحِمَت عنوة في أرض الكويت وتمترست تباعاً وسط صحاريها وإنتشرت بانقضاء الأيام في ربوعها وبراريها وفي ضواحي مدنها العامرة وأحيائها ابتداءً من ذلك اليوم المشؤوم (2آب/آغسطس1990)... ذلك الانسحاب العشوائي غير المدروس والذي تـَحَوَّلَ في غضون يومي (27-28شباط1991) إلى هروب منكر نحو منفذ «عبدلي-صفوان» الحدودي وهزيمة لاذعة وكارثة غير مسبوقة من هول الضغط البري الهائل لجيوش التحالف وتحت رحمة المئات من أفضل قاصفات العالم المعاصر والطائرات الحليفة المصممة خصيصاً للهجوم الأرضي مضافاً إليها أرقى أنواع السمتيات/الهليكوبترات التي إنهالت بكامل حريتها في ظل سيادة جوية حليفة متكاملة على منتسبي القطعات العراقية -وهم تائهون في العراء وحائرون- بضربات ماحقة إستثمرت قنابل بأوزان مرعبة وصواريخ مسيرة غاية في الدقة لم تـُبْقِ ولم تذر بعد أن بلغ محتويات متفجراتها ما يعادل العديد من القنابل النووية، ما جعل العشرات من تشكيلات الجيش العراقي بضباطها وجنودها الهائمين في صحارى الكويت العارية من كل ما يمكن أن يخفي وفي ظل فقدان القيادة والسيطرة عليها، لتـُضَحّي بما يزيد عن (103,000) شهيد وأضعاف هذا العدد المذهل من الجرحى والمصابين والأسرى وآلاف لاحقة من المفقودين الذين لم يُعرف مصائرهم لغاية كتابة هذه السطور، وذلك إلى جانب الآلاف من الدبابات والمدرعات والمدافع والعجلات والأسلحة الثقيلة والمتوسطة والخفيفة إثر تعرضهم للمئات من قصفات الطيران المعادي.
وفي هذا الشأن بالذات فقد تقابلتُ مع أكثر من ضابط برتبة كبيرة في «قيادة قوات الخليج» كانوا تحت إمرة «اللواء الركن عصمت صابر عمر» وهم أشادوا بشهامته وفروسيته والتزامه المثالي بالأوامر العسكرية وكيفية مغادرته مقر قيادته بعد إبلاغه بأمر الانسحاب بأعصاب متماسكة وبهدوئه المعروف -رغم خطورة الموقف- ولكن ليس قبل أن يتأكد بشخصه ويتيقن تماماً من عدم بقاء أي ضابط أو جندي في تلك القيادة، وأن لا أحد منهم قد ترك وراءه سلاحاً أو جهازاً وحتى القلم والورقة الواحدة
.
وبعد إخماد عدد من تشكيلات الحرس الجمهوري ووحدات من الحرس الخاص في غضون (18) يوماً لتلك الانتفاضة العارمة -وقد سميت بعدئذ بـ«الشعبانية»- والتي إندلعت بين عشية وضحاها منذ صبيحة (الجمعة 1مارت/آذار1991) لتعمّ كالنار وسط الهشيم جميع المحافظات العشر في جنوبي الوطن والفرات الأوسط، فقد أعاد الجيش العراقي سراعاً تنظيم عدد من قياداته العليا وجمع العديد من تشكيلاته المنكوبة والمهزومة إلى أرض الوطن، حينئذ تحركت «قيادة قوات الخليج» ذاتها -وسط قيادات فيالق أخرى- لبسط سيطرة الدولة على جميع المناطق الشرقية والشمالية من الوطن والتي إقتحمتها عناصر مسلحة وإنتشرت وسط مدنها وتمترست على طرقها الرئيسة وجبالها، حيث تحددت مهمتها الأولى في قاطع الفيلق/2 بالبقاع الكائنة إلى الشرق والشمال الشرقي من «بعقوبة» بمثابة واجب خاص أنيط لـ«اللواء الركن عصمت»، وبعد إنجاز الممهمة خلال أسبوع واحد فقط فقد صدرت الأوامر بالانتقال إلى محافظة «نينوى/الموصل» ضمن قاطع الفيلق/5 ليقدم على تطهير البقاع الكائنة في أقاصي شمالي الوطن انطلاقاً من بلدة «فايدة» وبسط السيطرة على مدن «دهوك، زاخو، سرسنك، والعمادية» وجميع نواحيها حتى أزيح المسلحون جميعاً من ربوعها في غضون أقل من (3) أسابيع فحسب بالارتكاز على خطط متقنة وعمليات كانت غاية في الإقدام والشجاعة والسرعة والاندفاع المحسوب وصولاً إلى تخوم حدود العراق المتسعة والملأى بالجبال العملاقة الشاهقة والوديان السحيقة والمعدومة من الطرق مع «تركيا».

## انظر
- كامل ساجت الجنابي
- بارق الحاج حنطه